# Abdullah al-Dosari (Fußballspieler)
Abdullah Saleh al-Dosari (arabisch عبد الله صالح الدوسري, DMG ʿAbd Allāh Ṣāliḥ ad-Dausarī; * 1. November 1969) ist ein ehemaliger saudi-arabischer Fußballspieler.

## Karriere

### Klub
Über seine Laufbahn auf Klubebene ist nicht viel bekannt. Von der Saison 1991/92 bis zur Saison 1994/95 stand er beim Ittihad FC unter Vertrag.

### Nationalmannschaft
Seinen ersten bekannten Einsatz für die saudi-arabische Nationalmannschaft hatte er am 15. März 1989 bei einem 5:4-Sieg über Syrien während der Qualifikation für die Weltmeisterschaft 1990. In der Startelf stehend bekam er in der 89. Minute eine gelbe Karte. Nach weiteren Qualifikationsspielen kam er bei den Asienspielen 1990 dreimal zum Einsatz. Beim König-Fahd-Pokal 1992 spielte er auch in beiden Partien des Teams. Sein erstes großes Turnier war die Asienmeisterschaft 1992, wo man im Finale Japan unterlag. Auch am Golfpokal 1992 nahm er teil.
Nach weiteren Freundschaftsspielen nebst Qualifikationsspielen für die Weltmeisterschaft 1994 wurde er während der Endrunde in zwei Gruppenspielen eingesetzt, bevor das Team im Viertelfinale ausschied. Nach einem Freundschaftsspieleinsatz war sein letztes Turnier die Asienmeisterschaft 1996, wo er mit seinem Team gegen die Vereinigten Arabischen Emirate den Titel holte.